# Spezifischer Impuls
Der spezifische Impuls {\displaystyle I_{\mathrm {sp} }} eines Raketentriebwerkes ist die Änderung des Impulses (in Newton-Sekunde) pro ausgestoßener Masse (in kg) (Verbrennungsgase oder Stützmasse). Der spezifische Impuls steigt mit der effektiven Austrittsgeschwindigkeit der ausgestoßenen Masse. Die Einheit des spezifischen Impulses ist Meter pro Sekunde (m/s), entsprechend der effektiven Ausströmgeschwindigkeit der Gase. Er ist eine wesentliche Kenngröße eines Antriebs oder eines Treibstoffs unabhängig von der Größe des Motors.
Bei Raketentriebwerken wird, davon abweichend, oft die Masse als ihr Gewicht unter Normfallbeschleunigung beschrieben, wodurch der (gewichts)spezifische Impuls in der Einheit Sekunde (s) ausgewiesen wird. Ein in dieser Einheit angegebener spezifischer Impuls kann durch Multiplikation mit der Normfallbeschleunigung in den SI-konformen, massespezifischen Wert umgewandelt werden.

## Definition und Maßeinheiten
Der spezifische Impuls ist
{\displaystyle I_{\mathrm {sp} }={\frac {\mathrm {d} p}{\mathrm {d} m}}={\frac {\dot {p}}{\dot {m}}}={\frac {F}{\dot {m}}}}
mit dem Impuls {\displaystyle p} und der ausgestoßenen Masse {\displaystyle m.} Die Punkte stehen für {\displaystyle {\tfrac {\mathrm {d} }{\mathrm {d} t}}}, die zeitliche Ableitung. {\displaystyle {\dot {m}}} ist also der Massendurchsatz. Die dadurch bewirkte Impulsänderungsrate {\displaystyle {\dot {p}}}, die Kraft {\displaystyle F}, heißt Schub.
Da der Impuls die Dimension Masse mal Geschwindigkeit hat und sich die Masse herauskürzt, hat der spezifische Impuls die Dimension einer Geschwindigkeit und die SI-Einheit N·s/kg = m/s.
Bei Raketenantrieben  wird der spezifische Impuls stattdessen auch in Sekunden angegeben. Dieser Gebrauch hat sich daraus entwickelt, dass die Kraft ebenso wie die Masse im angelsächsischen Raum meist in pound (lbm bzw. lbs) angegeben wird statt in pound-force (lbf), und die Einheit herausgekürzt wird. Dieser so bezeichnete „spezifische Impuls“ ist aber eine andere physikalische Größe, nämlich der Quotient aus spezifischem Impuls und Normfallbeschleunigung {\displaystyle g_{n}}, also {\textstyle I_{\mathrm {sp} }/g_{n}}. Die Umrechnung lautet:
1 s ≙ 1 lbf·s/lbm = 1 kp·s/kg = 1 s · gn ≈ 9,81 m/s = 9,81 N·s/kg.

## Beispielwerte für Triebwerke
Der spezifische Impuls eines chemischen Raketentriebwerks ist bestimmt durch die Austrittsgeschwindigkeit (bestimmt durch die Reaktionsenthalpie und die Dichte des Treibstoffs, die erreichte Temperaturerhöhung bzw. Reaktionsgeschwindigkeit, die Bauform und die Vollständigkeit der Verbrennung). Die höchsten spezifischen Impulse bei den heute eingesetzten Treibstoffkombinationen werden mit Wasserstoff + Sauerstoff und Wasserstoff + Fluor erreicht. Der höchste experimentell erreichte Wert beträgt etwa 4.600 m/s (RL10B-2 und Vinci-Triebwerk).
Ionentriebwerke beschleunigen Ionen durch elektrische Felder. Dazu wird ein Arbeitsmedium ionisiert. Je nach angelegter Spannung können die Ionen auf sehr hohe Geschwindigkeiten beschleunigt werden, theoretisch bis nahezu Lichtgeschwindigkeit. Verfügbare Ionentriebwerke weisen spezifische Impulse von 30 bis 40 km/s auf, der Dual-Stage-4-Grid-Ionenantrieb (DS4G) der ESA erreichte einen spezifischen Impuls von 210 km/s.

## Anwendung
Der spezifische Impuls eines Raketentriebwerks ist vom Umgebungsdruck abhängig. Die Lavaldüse wird konstruktiv auf einen bestimmten Enddruck optimiert. Oberstufen entwickeln den höchsten spezifischen Impuls im Vakuum. Beim Start von der Erde ist wegen des Atmosphärendrucks der maximal erreichbare spezifische Impuls um 10 bis 15 Prozent geringer, da man bei Unterstufen nicht unter etwa 40 Prozent des Außendrucks expandieren kann. Anderenfalls kommt es bei den normalerweise verwendeten Glockendüsen zu einem Abriss der Strömung (Summerfield-Kriterium). Eine sowohl in Luft als auch im Vakuum gleichermaßen effizient arbeitende Alternative ist das Aerospike-Triebwerk.
Da der massenspezifische Impuls in SI-Einheiten die effektive Ausströmgeschwindigkeit der Gase darstellt, kann man zusammen mit der Voll- und Leermasse aus der Raketengrundgleichung Ziolkowskis die Endgeschwindigkeit der Rakete berechnen.
Für Raketen, die innerhalb der Atmosphäre eingesetzt werden, sowie militärische Raketen, die in einem Silo oder einem möglichst kleinen Transportcontainer untergebracht werden müssen, ist auch der volumenspezifische Impuls {\displaystyle V_{\mathrm {Isp} }} wichtig, da man dann möglichst kompakt, also luftwiderstandsgünstig bauen will. Er wird gebildet, indem der spezifische Impuls mit der Dichte des Treibstoffs {\displaystyle \rho } multipliziert wird:
{\displaystyle V_{\mathrm {Isp} }=\rho I_{\mathrm {sp} }}
Beispielsweise ist der spezifische Impuls der Kombination von Stickstofftetroxid mit Hydrazin-Varianten etwas kleiner als der von flüssigem Sauerstoff und Kerosin. Die Dichte ist jedoch höher, und so erhält man eine kleinere Rakete.